# Puccinia changtuensis
Puccinia changtuensis ist eine Ständerpilzart aus der Ordnung der Rostpilze (Pucciniales). Der Pilz ist ein Endoparasit eines nicht näher bestimmten Deyeuxia-Süßgrases. Symptome des Befalls durch die Art sind Rostflecken und Pusteln auf den Blattoberflächen der Wirtspflanzen. Sie ist ein Endemit Chinas.

## Merkmale

### Makroskopische Merkmale
Puccinia changtuensis ist mit bloßem Auge nur anhand der auf der Oberfläche des Wirtes hervortretenden Sporenlager zu erkennen. Sie wachsen in Nestern, die als gelbliche bis braune Flecken und Pusteln auf den Blattoberflächen erscheinen.

### Mikroskopische Merkmale
Das Myzel von Puccinia changtuensis wächst wie bei allen Puccinia-Arten interzellulär und bildet Saugfäden, die in das Speichergewebe des Wirtes wachsen. Aecien oder Spermogonien der Art sind nicht bekannt. Die gelbbraunen Uredien des Pilzes wachsen oberseitig auf den Wirtsblättern, seltener auf Hüllrohren. Ihre hell goldgelben Uredosporen sind 27–31 × 27–30 µm groß, eiförmig bis kugelig bis breitellipsoid und fein stachelwarzig. Die blattoberseitig wachsenden Telien der Art sind schwarzbraun und früh offenliegend. Die dunkel haselnussbraunen Teliosporen sind zweizellig, in der Regel langellipsoid und 18–68 × 18–25 µm groß. Ihre Stiele sind gelblich bis farblos und bis zu 100 µm lang.

## Verbreitung
Das bekannte Verbreitungsgebiet von Puccinia changtuensis umfasst lediglich das chinesische Changtu.

## Ökologie
Die Wirtspflanze von Puccinia changtuensis ist eine unbestimmte Deyeuxia-Art. Der Pilz ernährt sich von den im Speichergewebe der Pflanzen vorhandenen Nährstoffen, seine Sporenlager brechen später durch die Blattoberfläche und setzen Sporen frei. Die Art verfügt über einen Entwicklungszyklus, von dem bislang lediglich Telien und Uredien sowie deren Wirt bekannt sind; Spermogonien und Aecien konnten dem Pilz nicht zugeordnet werden.